# Ocna de Fier
Ocna de Fier (en hongrois : Vaskő) est une commune roumaine située dans le județ de Caraș-Severin.